# 519
Évszázadok: 5. század – 6. század – 7. század
Évtizedek: 460-as évek – 470-es évek – 480-as évek – 490-es évek – 500-as évek – 510-es évek – 520-as évek – 530-as évek – 540-es évek – 550-es évek – 560-as évek
Évek: 514 – 515 – 516 – 517 –  518 – 519 – 520 – 521 – 522 – 523 – 524

## Események

### Európa
- Az új bizánci császár, Iusztinosz meghívja Hormisdas pápát Konstantinápolyba az akakioszi egyházszakadás helyrehozására. A császár (monofizita elődjével, I. Anasztasziosszal ellentétben) a khalkédóni zsinat által elfogadott, Krisztus kettős természetét valló hit követője és elfogadja a hasonló elveket valló pápa álláspontját. Az egyházszakadás végét ez év húsvétján ünneplik meg Konstantinápolyban, a pápát Germanus capuai püspök képviseli.
- Iusztinosz külön engedélyével (elvben csak római polgárok tölthették be a tisztséget) az osztrogót Theoderic itáliai király vejét, Eutharicot nevezik ki Itália consuljává.
- Iusztinosz Paulust nevezi ki Antiokheia pátriárkájává, akit monofizitaüldöző buzgalma miatt Zsidó Paulusként kezdenek gúnyolni.
- Zsidóellenes zavargások törnek ki Ravennában és felgyújtják a zsinagógákat. Theoderic király kötelezi a várost, hogy saját költségén építtesse újjá őket.
- Britanniában a szász Cerdic megalapítja Wessex királyságát.

### Korea
- Meghal Mundzsa, Kogurjo királya, Utóda legidősebb fia, Andzsang.

## Születések
- Leovigild, vizigót király

## Halálozások
- Mundzsa, kogurjói király

## Fordítás
- Ez a szócikk részben vagy egészben  a(z)   519 című angol Wikipédia-szócikk ezen változatának fordításán alapul.  Az eredeti cikk szerkesztőit annak laptörténete sorolja fel. Ez a jelzés csupán a megfogalmazás eredetét és a szerzői jogokat jelzi, nem szolgál a cikkben szereplő információk forrásmegjelöléseként.